# Walter B. Slocombe

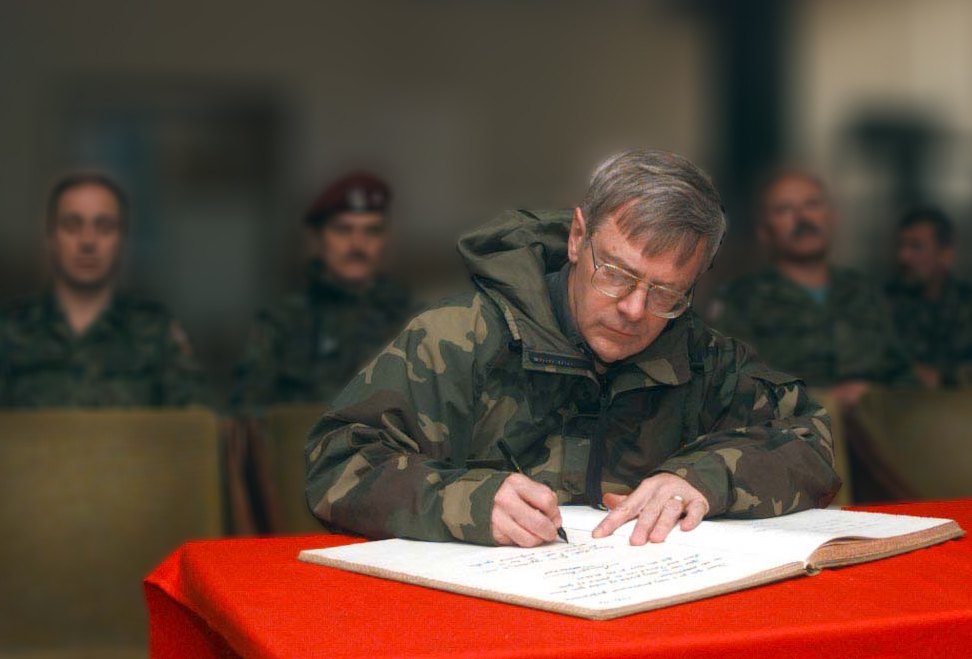
Walter B. Slocombe in Bosnien-Herzegowina im Oktober 2008

Walter Becker Slocombe (* 23. September 1941 in Albuquerque, New Mexico) ist ein US-amerikanischer Jurist und Politiker (Demokratische Partei).

## Leben und Wirken
Slocombe war zunächst Stellvertretender Unterstaatssekretär im Verteidigungsministerium der Carter-Regierung, dann US-Staatssekretär im Verteidigungsministerium der Clinton-Administration, Vize-Verteidigungsminister unter George W. Bush, Seniorberater für die irakische Koalitions-Übergangsverwaltung in Bagdad (2003) und zuvor Mitarbeiter im US-Verteidigungsministerium in der Zeit von 1994 bis 2001.
Als Jurist begann Slocombe seine Karriere als Stabsmitarbeiter im Nationalen Sicherheitsrat der Vereinigten Staaten im Jahre 1969. Zuvor hatte er Erfahrungen beim Obersten Gerichtshof der Vereinigten Staaten unter Abe Fortas sammeln dürfen. Darüber hinaus ist er Mitglied des Council on Foreign Relations. Im Anschluss an seine Tätigkeit für die Regierung trat Slocombe in eine Anwaltskanzlei in Washington, D.C. ein.

## Ausbildung
Slocombe machte seinen Bachelor of Arts an der Princeton University im Jahre 1963. Anschließend erhielt er eines der begehrten Rhodes-Stipendien, dessen Auswahl neben akademischen Qualitäten auch nach Charaktereigenschaften sowie nach sportlichen Fähigkeiten erfolgt. Die Jahre 1963 bis 1965 verbrachte er so auf der University of Oxford. An der Rechtswissenschaftlichen Fakultät der Harvard University schloss er seine Studien 1968 summa cum laude ab.

## Veröffentlichungen (Auswahl)
- Terrorism/Counter-Terrorism. Their Impact on Security Sector Reform and Basic Democratic Values. In: Alan Bryden und Philipp Fluri (Hrsg.): Security Sector Reform. Institutions, Society and Good Governance (Militär- und Sozialwissenschaften; Bd. 32). Nomos-Verlag, Baden-Baden 2003, S. 291–312, ISBN 3-8329-0380-1.
- Force, Pre-emption and Legitimacy. In: Survival. Global politics and strategy, Bd. 45 (2003), Nr. 1, ISSN 0039-6338